# Tim Tolkien
Pour les articles homonymes, voir Tolkien (homonymie).
Tim Tolkien est un sculpteur britannique né en septembre 1962. Il est le petit-neveu de l'écrivain J. R. R. Tolkien.

## Biographie
Tim Tolkien a grandi dans le village de Hughenden Valley non loin de High Wycombe dans le comté de Buckingham. Avec ses frères Stephen et Nick, il a fait ses études à la Royal Grammar School (en). Il a été diplômé en beaux-arts (sculpture) à l'université de Reading en 1981. Il tient un atelier de sculpture sur bois et métal à Cradley Heath dans le comté des Midlands de l'Ouest. Il a aussi été bassiste dans le groupe Klangstorm à la fin des années 1990.
Tim Tolkien est le petit-fils d'Hilary Tolkien, le petit et seul frère de l'écrivain britannique J. R. R. Tolkien. En hommage, il a réalisé non loin de l'endroit où l'écrivain avait passé son enfance, à Moseley, quartier de Birmingham, une statue haute de six mètres du personnage Sylvebarbe apparaissant dans le roman Le Seigneur des anneaux ; la réalisation du projet controversé a été autorisée par le Conseil urbain de Birmingham (en) pour mai 2007.

## Œuvres

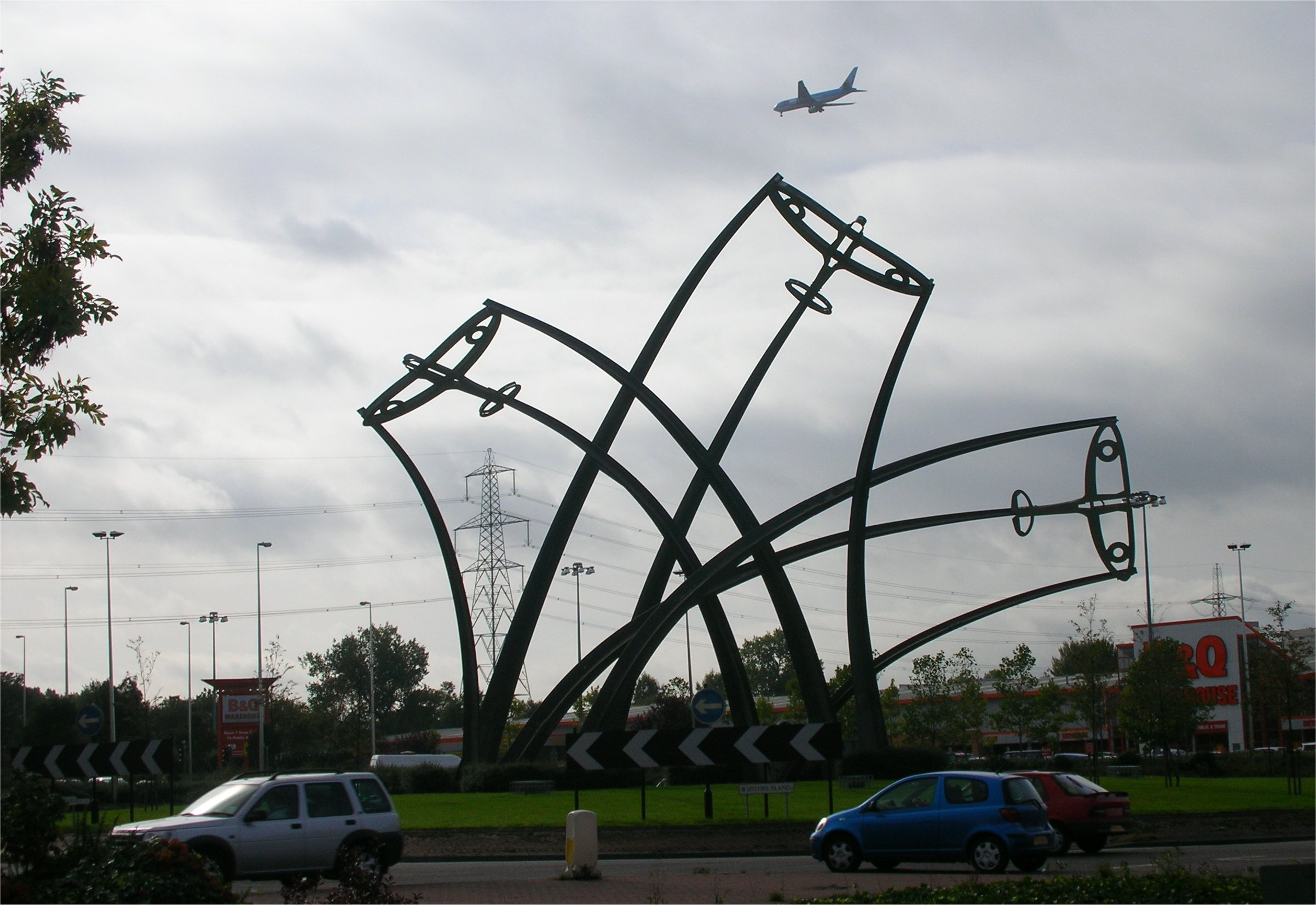
Sentinel.

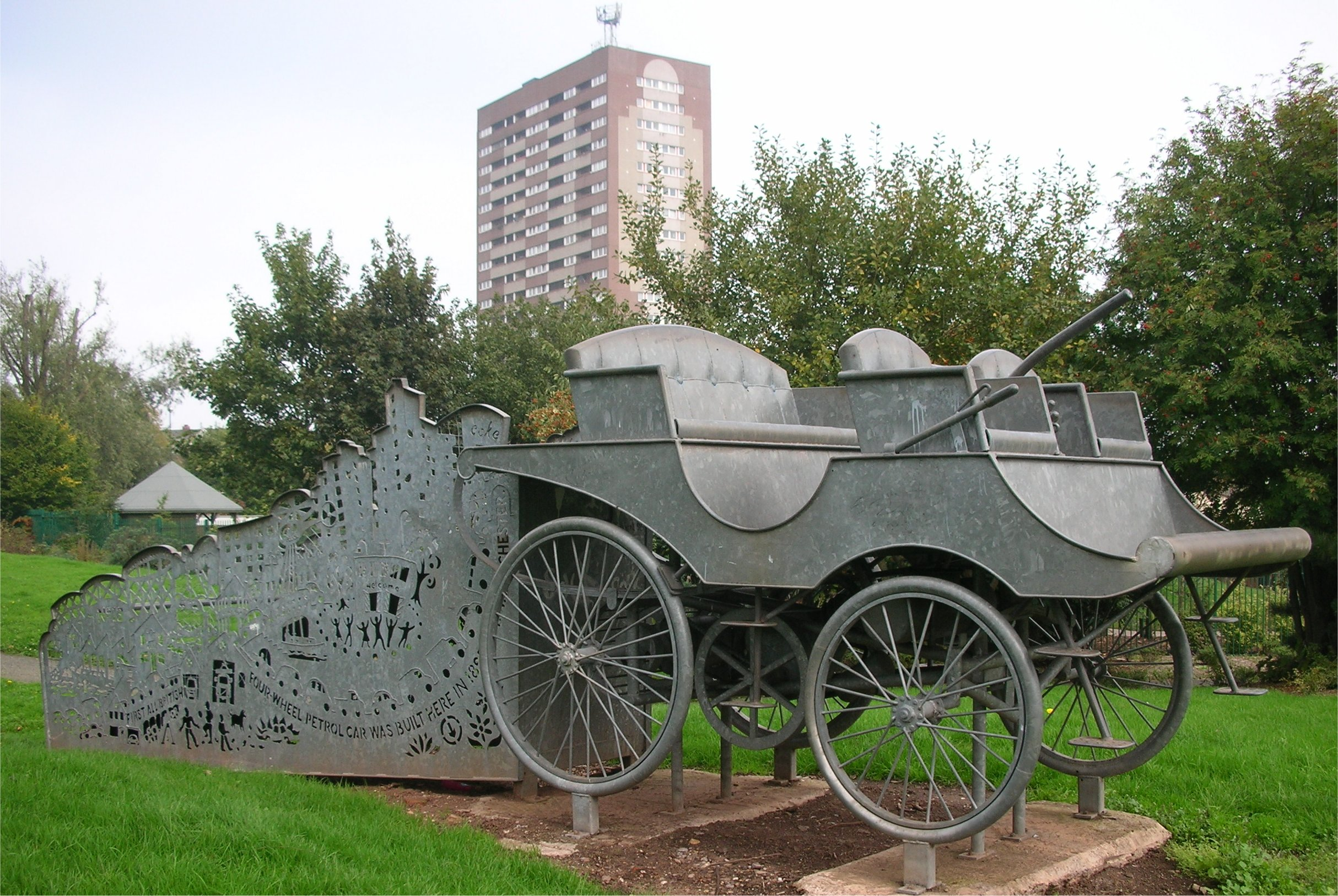
Lanchester Car Monument.

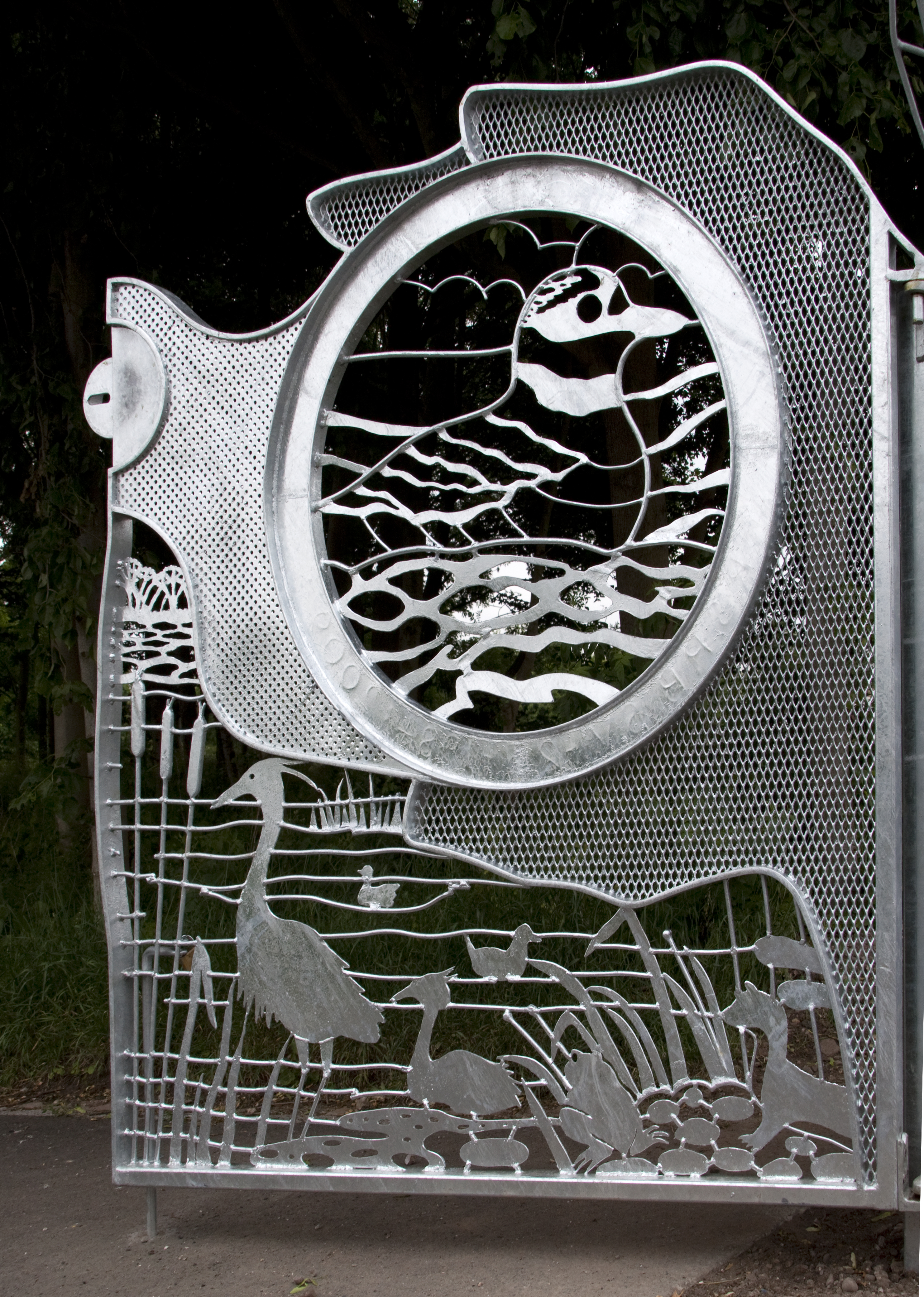
Porte de réserve ornithologique.

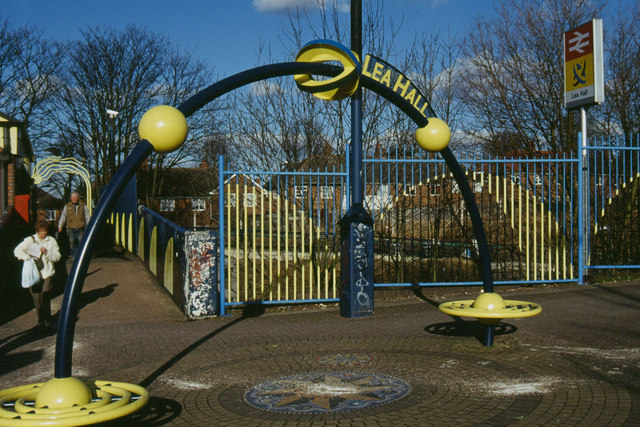
Station de train de Lea Hall.

- Sentinel (en) est une sculpture haute de 16 mètres en acier et aluminium représentant trois Supermarine Spitfires, érigée non loin de l'usine qui fabriquait ces appareils, à l'entrée du grand ensemble de Castle Vale (en) à Birmingham. Elle a été commandée en 1996 par l'entreprise de communication Can UK Media, qui a remporté le contrat de valorisation de la cité, et a été inaugurée en octobre 2000.
- Tim Tolkien a aussi sculpté un mémorial à l'acteur Cedric Hardwicke commandé par le Conseil du borough métropolitain de Dudley. La statue a la forme d'une gigantesque pellicule cinématographique, dont les images reprennent les scènes de films avec l'acteur, dont Quasimodo, Les Mondes futurs et Le Fantôme de Frankenstein. Elle a été inaugurée en novembre 2005[5].
- Sculpture de Sylvebarbe à Moseley, quartier de Birmingham.
- James Watt's Mad Machine (en) à la station de tramway de Winson Green Outer Circle (en) à Winson Green, quartier de Birmingham (avec l'aide de Eric Klein Velderman, Paula Woof et d'élèves).
- Lanchester Car Monument (en), créé dans le quartier d'Heartlands (en) à Birmingham, en 2003. Le monument est construit sur le site où a été créée la première automobile moderne britannique par Frederick Lanchester.
- Réaménagement de la station de train de Lea Hall (en) à Birmingham, avec Eric Klein Velderman ; achevé en 1998.
- Mosaïque à l'école Menzies à Sandwell, avec Eric Klein Velderman et des élèves.
- Sculpture à l'école Saint-Nicolas de Kenilworth, avec les élèves.
- Sculpture d'une libellule à l'école Hembrook Infants and Junior school dans le comté de Warwick, avec Emma Dicks, achevée en mai 2003.
- Porche de l'école primaire Belle Vue à Stourbridge, en acier[6]
- Arche de l'école Springhallow à Ealing, avec les élèves[7].
- The Bluebell, à la réserve naturelle locale Sot's Hole à West Bromwich[8]
- Portes de la réserve ornithologique de la vallée Sandwell (en)